# Kerstin Behrendt
Kerstin Behrendt, nemška atletinja, * 2. september 1967, Leisnig, Vzhodna Nemčija.
Nastopila je na poletnih olimpijskih igrah leta 1988 ter osvojila naslov olimpijske podprvakinje v štafeti 4x100 m. Na svetovnih prvenstvih je osvojila srebrno medaljo v isti disciplini leta 1987, na evropskih prvenstvih pa naslov prvakinje v štafeti 4x100 m in bronasto medaljo v teku na 100 leta 1990.